# Leucon affinis
Leucon affinis är en kräftdjursart som beskrevs av Fage 1951. Leucon affinis ingår i släktet Leucon och familjen Leuconidae. Inga underarter finns listade i Catalogue of Life.